# Taylor County (Texas)
Das Taylor County ist ein County im Bundesstaat Texas der Vereinigten Staaten. Das U.S. Census Bureau hat bei der Volkszählung 2020 eine Einwohnerzahl von 143.208 ermittelt. Der Verwaltungssitz (County Seat) ist Abilene.

## Geographie
Das County liegt etwa 100 km nordwestlich des geographischen Zentrums von Texas und hat eine Fläche von 2381 Quadratkilometern, wovon 9 Quadratkilometer Wasserfläche sind. Es grenzt im Uhrzeigersinn an folgende Countys: Jones County, Callahan County, Coleman County, Runnels County und Nolan County.

## Geschichte
Taylor County wurde 1858 aus Teilen des Bexar County und Travis County gebildet. Benannt wurde es nach den drei Brüdern Edward Taylor, George Taylor und James Taylor, die 1836 bei der Verteidigung von Alamo getötet worden waren.

## Demografische Daten

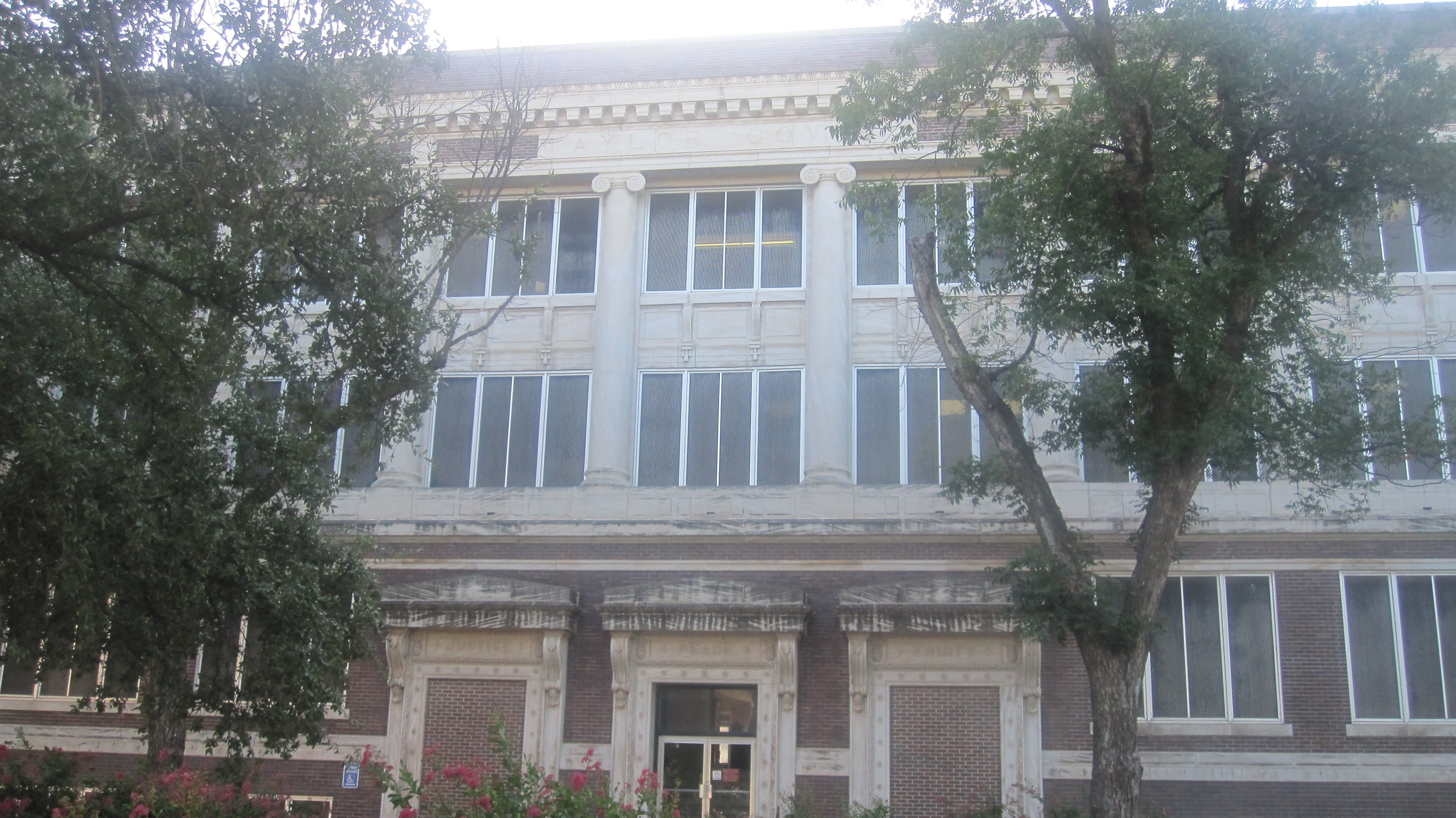
Ehemaliges County Courthouse 1915 Taylor County Courthouse, gelistet im NRHP mit der Nr. 92000225

Nach der Volkszählung im Jahr 2000 lebten im Taylor County 126.555 Menschen in 47.274 Haushalten und 32.524 Familien. Die Bevölkerungsdichte betrug 53 Einwohner pro Quadratkilometer. Ethnisch betrachtet setzte sich die Bevölkerung zusammen aus 80,61 Prozent Weißen, 6,73 Prozent Afroamerikanern, 0,58 Prozent amerikanischen Ureinwohnern, 1,25 Prozent Asiaten, 0,07 Prozent Bewohnern aus dem pazifischen Inselraum und 8,35 Prozent aus anderen ethnischen Gruppen; 2,42 Prozent stammten von zwei oder mehr Ethnien ab. 17,64 Prozent der Einwohner waren spanischer oder lateinamerikanischer Abstammung.
Von den 47.274 Haushalten hatten 34,7 Prozent Kinder oder Jugendliche, die mit ihnen zusammen lebten. 53,8 Prozent waren verheiratete, zusammenlebende Paare 11,5 Prozent waren allein erziehende Mütter und 31,2 Prozent waren keine Familien. 25,7 Prozent waren Singlehaushalte und in 9,7 Prozent lebten Menschen im Alter von 65 Jahren oder darüber. Die durchschnittliche Haushaltsgröße betrug 2,54 und die durchschnittliche Familiengröße betrug 3,07 Personen.
26,6 Prozent der Bevölkerung war unter 18 Jahre alt, 13,8 Prozent zwischen 18 und 24, 27,8 Prozent zwischen 25 und 44, 19,3 Prozent zwischen 45 und 64 und 12,4 Prozent waren 65 Jahre alt oder älter. Das Durchschnittsalter betrug 32 Jahre. Auf 100 weibliche Personen kamen 94,1 männliche Personen und auf 100 Frauen im Alter von 18 Jahren oder darüber kamen 91,1 Männer.

Das jährliche Durchschnittseinkommen eines Haushalts betrug 34.035 USD, das Durchschnittseinkommen einer Familie betrug 40.859 USD. Männer hatten ein Durchschnittseinkommen von 28.964 USD, Frauen 21.021 USD. Das Prokopfeinkommen betrug 17.176 USD. 10,4 Prozent der Familien und 14,5 Prozent der Einwohner lebten unterhalb der Armutsgrenze.

## Städte und Gemeinden
- Abilene
- Blair
- Bradshaw
- Buffalo Gap
- Caps
- Hamby
- Happy Valley
- Impact
- Lawn
- Merkel
- Ovalo
- Potosi
- Trent
- Stith
- Trent
- Tuscola
- Tye
- View